# Avdullah Hoti
Avdullah Hoti est un homme politique kosovar né le 4 février 1976 à Rahovec en Yougoslavie. Il est premier vice-Premier ministre du Kosovo de février à mars 2020, puis Premier ministre du 3 juin 2020 au 22 mars 2021.

## Biographie
Il est né le 4 février 1976 à Rahovec dans l'ancienne Yougoslavie, aujourd'hui dans le Kosovo.

### Carrière politique
Il est désigné par la Ligue démocratique du Kosovo pour conduire le parti aux élections législatives de 2017 où son alliance finira troisième.
En février 2020, à la suite d'un accord de Autodétermination et de la Ligue démocratique du Kosovo, il est nommé premier vice-Premier ministre dans le gouvernement de Albin Kurti avant d'être limogé un mois après.

### Premier ministre
Il est chargé de former un gouvernement par le président Hashim Thaçi mais le 1er mai, la Cour constitutionnelle suspend cette décision à la suite d'une plainte du Premier ministre sortant Albin Kurti qui réclame de nouvelles élections législatives.
Le 3 juin 2020, il est confirmé Premier ministre par 61 députés sur 120.
Albin Kurti dépose le 11 juin un nouveau recours auprès de la Cour constitutionnelle. Il argue que le vote de confiance a été acquis avec une seule voix d'avance, alors que parmi les suffrages favorables se trouve celui du député Etem Arifi, du Parti démocrate des Ashkalis du Kosovo (PDAK), or ce dernier était condamné depuis le 9 mars à une peine de 15 mois de prison ferme pour fraude, à laquelle il continuait d'échapper grâce à plusieurs recours, plaidant un mauvais état de santé, avant de se rendre finalement à la police fin septembre. Kurti base sa plainte sur l'article 70 de la Constitution, qui prévoit la fin automatique du mandat parlementaire en cas de condamnation à plus d'un an de prison, tandis que les soutiens du gouvernement argue que la condamnation d'Arifi a eu lieu sous la législature précédente,.
Le 21 décembre, la Cour rend son verdict. Elle juge effectivement inconstitutionnel le vote d'investiture du gouvernement Hoti, et ordonne dans la foulée à la présidente par intérim de convoquer de nouvelles élections dans un délai maximum de 40 jours,.